# Bolșoi Fontan

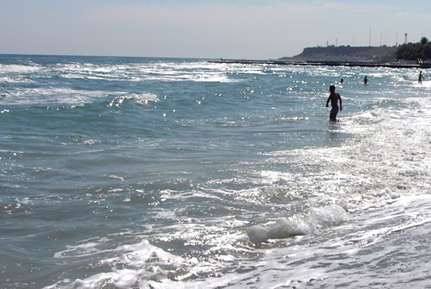
Plajǎ în Bolșoi Fontan

Bolșoi Fontan (în ucraineană Великий Фонтан, în rusă Большой Фонтан) este o localitate de pe malul Mării Negre din regiunea Odesa, Ucraina. În prezent este o suburbie a orașului Odesa. Este locul de naștere al poetei Anna Ahmatova.